# Prefectura Kyoto
Prefectura Kyoto (京都府 Kyōto-fu?) este o prefectură în Japonia, aflată în regiunea Kansai (sau Kinki) pe Honshu, cea mai mare insulă a Japoniei.  Centrul administrativ al prefecturii este orașul Kyoto.

## Geografie

### Municipii
Prefectura cuprinde 15 localități cu statut de municipiu (市):
| - Ayabe - Fukuchiyama - Jōyō - Kameoka - Kizugawa | - Kyōtanabe - Kyōtango - Kyoto (centrul prefectural) - Maizuru - Miyazu | - Mukō - Nagaokakyō - Nantan - Uji - Yawata |